# Fabro
Fabro is een gemeente in de Italiaanse provincie Terni (regio Umbrië) en telt 2745 inwoners (31-12-2004). De oppervlakte bedraagt 34,3 km², de bevolkingsdichtheid is 80 inwoners per km².
De volgende frazioni maken deel uit van de gemeente: Fabro Scalo.

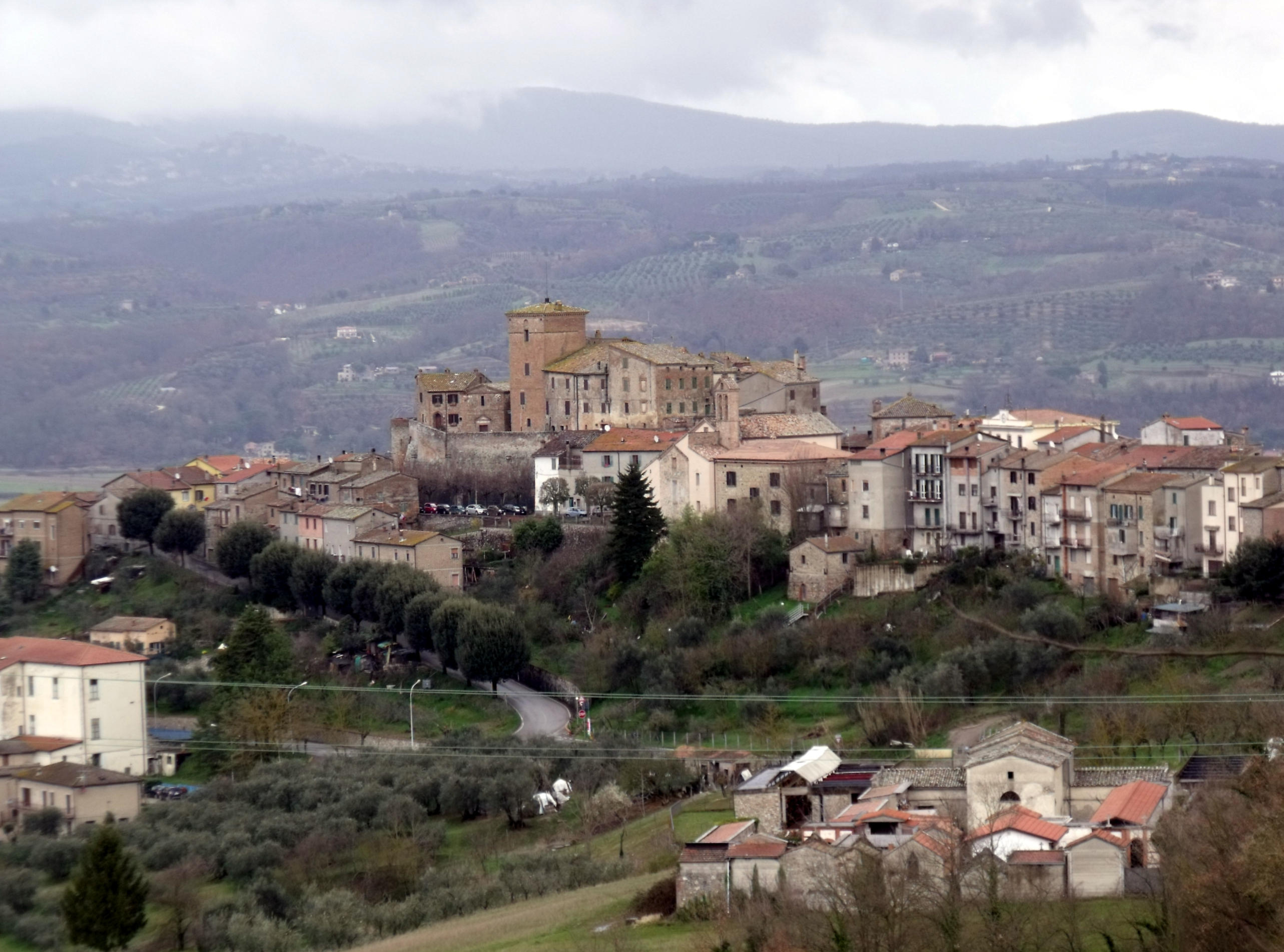
Fabro
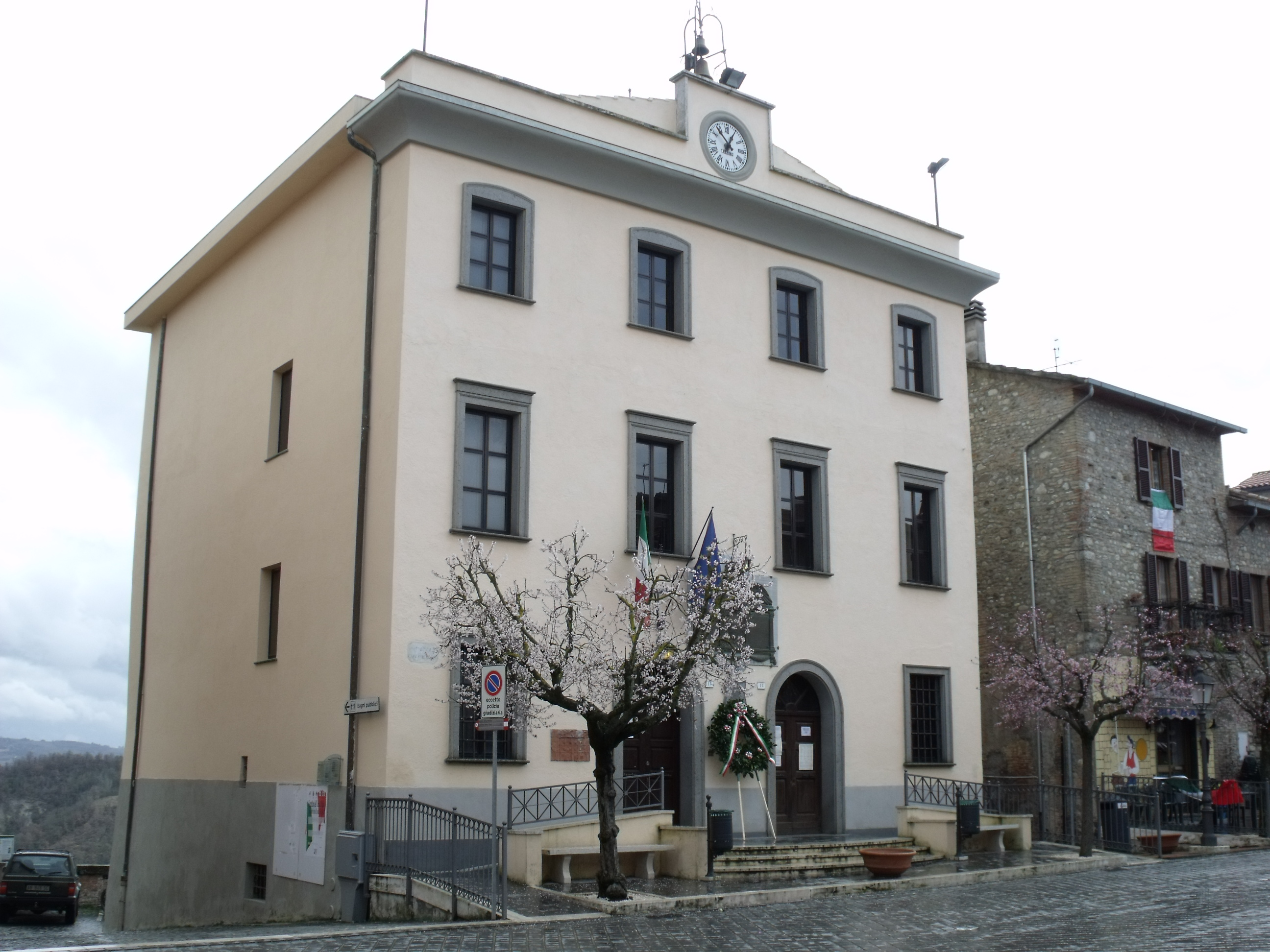
Gemeentehuis
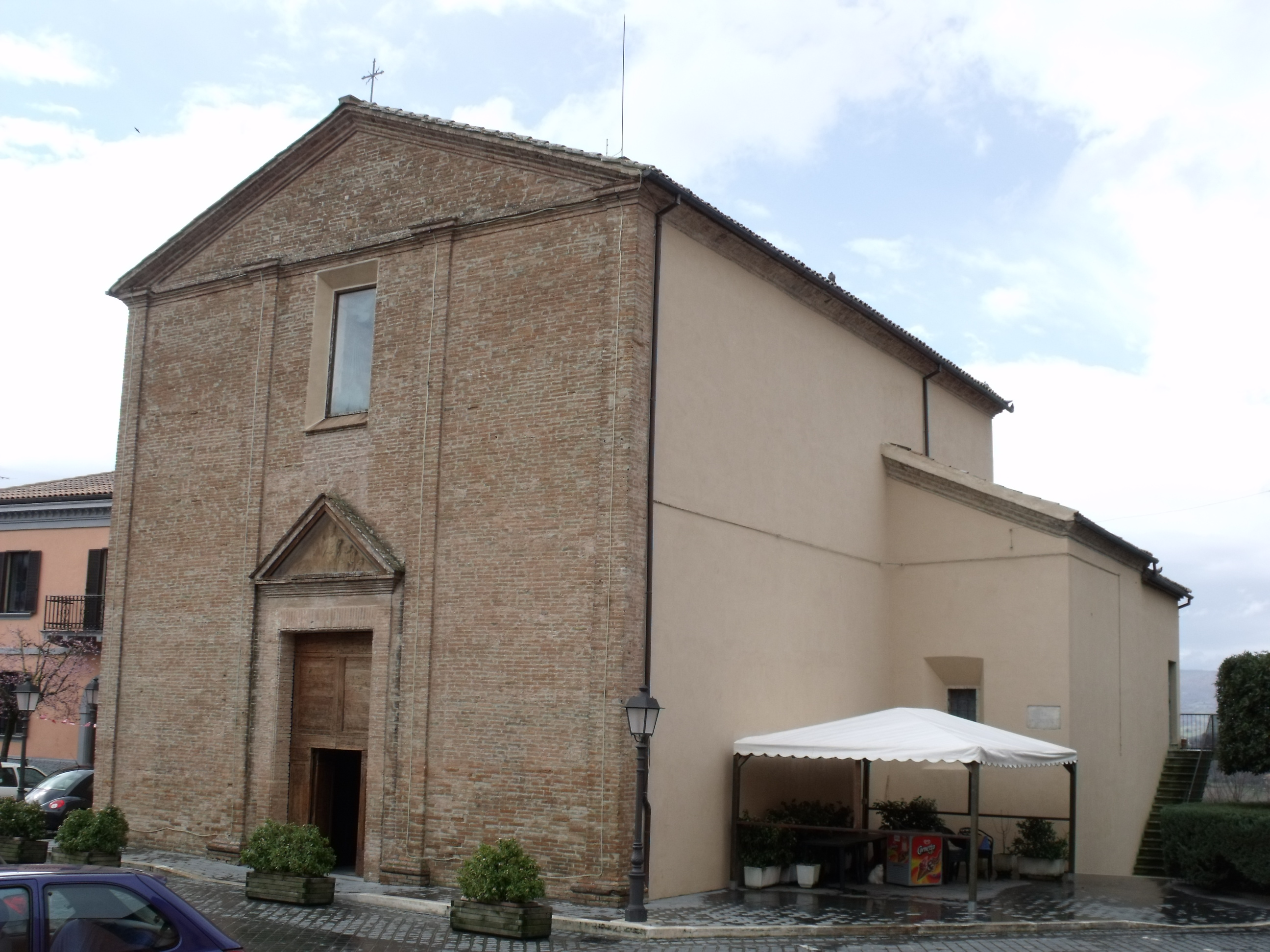
Kerk van San Martino, Fabro

## Demografie
Fabro telt ongeveer 1114 huishoudens. Het aantal inwoners daalde in de periode 1991-2001 met 3,8% volgens cijfers uit de tienjaarlijkse volkstellingen van ISTAT.
| Jaar | Inwoneraantal |
| ---- | ------------- |
| 1991 | 2807          |
| 2001 | 2699          |

## Geografie
De gemeente ligt op ongeveer 364 m boven zeeniveau.
Fabro grenst aan de volgende gemeenten: Allerona, Cetona (SI), Città della Pieve (PG), Ficulle, Montegabbione, Monteleone d'Orvieto, San Casciano dei Bagni (SI).
Acquasparta · Allerona · Alviano · Amelia · Arrone · Attigliano · Avigliano Umbro · Baschi · Calvi dell'Umbria · Castel Giorgio · Castel Viscardo · Fabro · Ferentillo · Ficulle · Giove · Guardea · Lugnano in Teverina · Montecastrilli · Montecchio · Montefranco · Montegabbione · Monteleone d'Orvieto · Narni · Orvieto · Otricoli · Parrano · Penna in Teverina · Polino · Porano · San Gemini · San Venanzo · Stroncone · Terni
1. ↑  https://demo.istat.it/?l=it.